# 글렌 윈터
글렌 윈터(영어: Glen Winter)는 캐나다 출신의 촬영 감독, 프로듀서이다. 2008년 영화 《스톤 오브 데스티니》에서 촬영을 담당하기도 했던 촬영기사 출신으로서 2010년대 이래 드라마 《애로우: 어둠의 기사》, 《플래시》, 《레전드 오브 투모로우》 그리고 《슈퍼걸》에서 일부 에피소드의 연출을 맡았다.